# René Stevens
René Stevens (Elsene 1858 - Oudergem 1937) was een Belgisch realistisch kunstschilder en auteur.

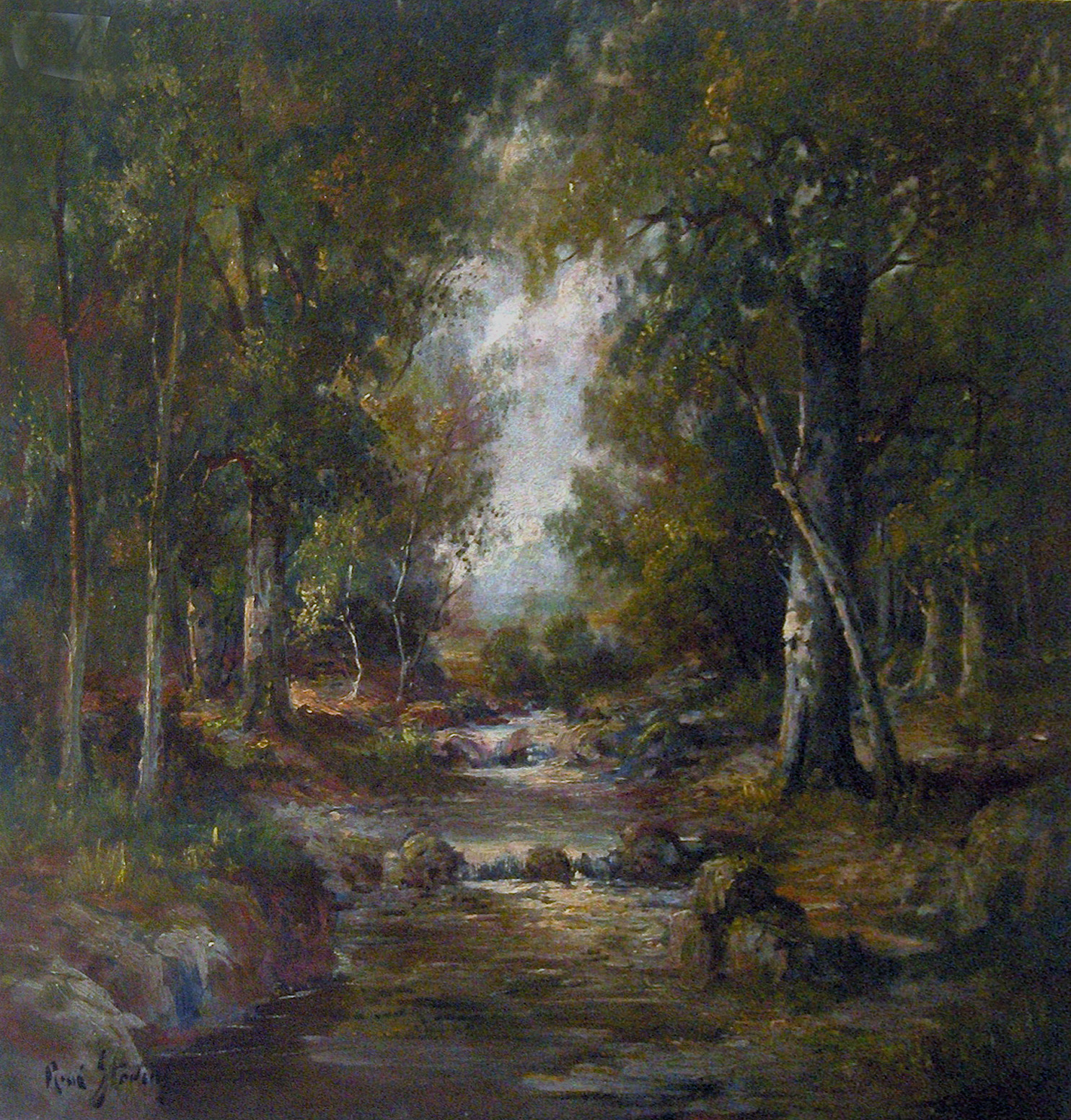
Boszicht met riviertje (privécollectie)

Hij kreeg zijn opleiding aan de Academie van Brussel. Hij is gekend als een realistische landschapsschilder, in hoofdzaak bosgezichten. Het Zoniënwoud werd zijn geliefde trekpleister
Hij was in 1909 de stichter en secretaris van de Liga van de Vrienden van het Zoniënwoud, de oudste ecologische vereniging van België. Deze oprichting gebeurde in analogie met de Amis de la Forêt de Fontainebleau (de trefplaats van de School van Barbizon). Hij werd hierbij bijgestaan door  de burgemeester Karel Buls, de auteur Emile Verhaeren en de volksvertegenwoordigers Henri Carton de Wiart en Emile Vandervelde. 
Hij is tevens de auteur van "Guide du Promeneur" (1914-1923), een wandelgids voor het Zoniënwoud, ingedeeld volgens de vier belangrijkste toegangswegen naar het woud. 
Zijn meeste werken zijn nog in privé-bezit. Er hangt ook werk in het Museum van Elsene : "Premières feuilles", aangekocht naar aanleiding van zijn viering in dit museum in 1930. Dit museum richtte in 2009 een tentoonstelling in over "het Zoniënwoud in de schilderkunst", waarbij er werk van René Stevens werd getoond.
Er werd in 1936 een bronzen gedenkplaat, van de hand van Godefroid Devreese (1861-1941), voor René Stevens opgericht nabij het Rooklooster te Oudergem.